# Krigsgenerationen
| Krigsgenerationen (andravärldskrigsgenerationen) |
| --- |
| Into the Jaws of Death, från landstigningen i Normandie 1944 där de flesta av soldaterna kom ur krigsgenerationen. - Betydelse – kulturell generation - Definition – födda 1901–1927 - Miljö – den stora depressionen, andra världskriget - Föregicks av – förlorade generationen - Efterträddes av – tysta generationen |

Krigsgenerationen, även kallad andravärldskrigsgenerationen, är en generation av människor födda mellan 1901 och 1927. De kommer efter den förlorade generationen och före den tysta generationen. Dessa människor präglades av erfarenheter från den stora depressionen och utgjorde den största mängden av folk som rekryterades till de stridande styrkorna under andra världskriget. På engelska är den vanliga benämningen The Greatest Generation.

## Namnet
Den första användningen av den engelska termen The Greatest Generation skedde 1953. Det gjordes av den amerikanske generalen James Van Fleet, som nyligen gått i pension efter sin tjänstgöring under andra världskriget och därefter under Koreakriget. Han talade inför USA:s kongress och sa "Männen i den åttonde armén är fantastiska, och jag menar att de är den bästa generation amerikaner som det här landet fått fram."
Termen populariserades 1998 i en bok av den amerikanske journalisten Tom Brokaw. Där beskrev han amerikanska personer ur denna generation, vilken blev vuxna under den stora depressionen och senare slogs i andra världskriget eller bidrog till krigsinsatsen hemifrån. Brokaw skrev att dessa kvinnor och män inte slogs för ära och berömmelse, utan för att det var "det enda rätta".

## Definition
Krigsgenerationen syftar på personer födda mellan 1901 och 1927. Detta innebär att de äldsta ur generationen blev 18 år när första världskriget slutade, medan de yngsta var 18 år när andra världskriget slutade. Krigsgenerationen följde på den förlorade generationen, den som decimerades av första världskrigets skyttegravskrig och därefter kände sig bortkommen i en ny värld. Krigsgenerationens uppväxt eller tidiga vuxenliv skedde därmed under mellankrigstiden, och både "det glada tjugotalet" och den stora depressionen präglade en stor del av deras liv.
Den svenska benämningen krigsgenerationen stammar ur det faktum att denna generation amerikaner och européer deltog i striderna under andra världskriget, och erfarenheterna från kriget satte sina spår. De yngsta i generationen kom efter andra världskriget att i stor mängd ges möjlighet att bilda familj, vilket alstrade ett stort antal barn. Dessa barn blev därmed del av den så kallade babyboomgenerationen.